# ادوارد چاپمن (بازیگر)
ادوارد چاپمن (انگلیسی: Edward Chapman (actor)؛ ۱۳ اکتبر ۱۹۰۱ – ۹ اوت ۱۹۷۷) هنرپیشه اهل بریتانیا بود.
از فیلم‌هایی که در آن نقش داشته می‌توان به دوز و کلک، قتل!، شراره آسمانی و جونو و پایکوک اشاره کرد.